# Jean-François Balmer
Jean-François Balmer (* 18. dubna 1946 Valangin, Neuchâtel) je původem švýcarský divadelní a filmový herec, který umělecky působí celý život ve Francii, nositel Řádu čestné legie.

## Život a kariéra
Narodil se v malé obci Valangin ve švýcarském kantonu Neuchâtel. Už od mládí jej zajímalo umění a původně se věnoval recitaci. V roce 1969 začal studovat na pařížské konzervatoři CNSAD, ve stejném ročníku studovali jeho kamarádi, herci Isabelle Adjaniová, Francis Huster a Jacques Villeret.
V roce 1973, hned po ukončení konzervatoře, začal souběžně hrát ve filmu, divadle a televizi. Je jedním z velmi malého množství herců, kteří ve všech třech médiích působí po dobu celé své herecké kariéry.
Jeho filmovým debutem byl film R.A.S. (1973). K známějším snímkům, ve kterých hrál, patří filmy Strach nad městem (1975) a Policajt nebo rošťák (1979) s J. P. Belmondem, Afričan (1983) s C. Deneuve, Superprohnilí (2003) s P. Noiretem nebo film Tokio! (2008).
Za svou divadelní činnost byl třikrát nominován na Molièrovu cenu. Hrál v několika klasických dramatech, mimo jiné od Shakespeara, Molièra nebo Diderota. Pravidelně vystupuje na avignonském divadelním festivalu.
Je ženatý s divadelní režisérkou Françoise Petit-Balmer.

## Filmografie (výběr)
- 1973: R.A.S. (R.A.S.), režie Yves Boisset
- 1974: Otevřená huba (La Gueule ouverte), režie Maurice Pialat
- 1974: Vrtohlavá ovce (Le Mouton enragé), režie Michel Deville
- 1975: Strach nad městem (Peur sur la ville), režie Henri Verneuil
- 1977: Hrozba (La Menace), režie Alain Corneau
- 1979: Ils sont grands, ces petits (Ils sont grands, ces petits), režie Joël Santoni
- 1979: Policajt nebo rošťák (Flic ou voyou), režie Georges Lautner
- 1983: Afričan (L'Africain), režie Philippe de Broca
- 1984: Krev těch druhých (Le Sang des autres), režie Claude Chabrol
- 1984: Swannova láska (Un amour de Swann), režie Volker Schlöndorff
- 1991: Paní Bovaryová (Madame Bovary), režie Claude Chabrol
- 1992: Bitva o Diên Biên Phu (Diên Biên Phu), režie Pierre Schoendoerffer
- 1993: Vent d'est (Vent d'est), režie Robert Enrico
- 1996: Rošťák Beaumarchais (Beaumarchais, l'insolent), režie Edouard Molinaro
- 1997: Konec sázek (Rien ne va plus), režie Claude Chabrol
- 1999: Čas znovu nalezený (Le Temps retrouvé), režie Raúl Ruiz
- 2000: Saint-Cyr (Saint-Cyr), režie Patricia Mazuyová
- 2001: Belphegor: Fantom Louvru (Belphégor - Le fantôme du Louvre), režie Jean-Paul Salomé
- 2003: Ce jour - là (Ce jour - là), režie Raúl Ruiz
- 2003: Superprohnilí (Ripoux 3), režie Claude Zidi
- 2006: Opojení mocí (L'Ivresse du pouvoir), režie Claude Chabrol
- 2006: Velký apartmán (Le Grand appartement), režie Pascal Thomas
- 2008: Tokio! (Tokyo!), víc režisérů
- 2009: Rychlejší než vlastní stín (Lucky Luke), režie James Huth
- 2010: Mumu (Mumu), režie Joël Séria
- 2012: Holy Motors (Holy Motors), režie Leos Carax

## Ocenění

### César
Nominace
- 1978: César pro nejlepšího herce ve vedlejší roli za film Hrozba

### Molièrova cena
Nominace
- 1997: Molièrova cena pro herce za představení Le Faiseur
- 2001: Molièrova cena pro herce za představení Novecento
- 2011: Molièrova cena pro herce za představení Henri IV, le bien aimé